# Édouard Therriault
Édouard Therriault (ur. 16 lutego 2003 w Montréalu) – kanadyjski narciarz dowolny, specjalizujący się w slopestyle'u i Big Air, srebrny medalista mistrzostw świata.

## Kariera
Po raz pierwszy na arenie międzynarodowej pojawił się 31 marca 2018 roku w Le Relais, gdzie w zawodach Nor-Am Cup zajął 31. miejsce w slopestyle'u. W 2019 roku zdobył złoty medal w tej konkurencji na mistrzostwach świata juniorów w Kläppen.
W Pucharze Świata zadebiutował 16 marca 2019 roku w Quebecu, gdzie zajął 25. miejsce w Big Air. Tym samym już w debiucie zdobył pierwsze punkty. Pierwsze podium w zawodach tego cyklu wywalczył 16 stycznia 2022 roku w Font-Romeu, kończąc rywalizację w slopestyle'u na trzeciej pozycji. Wyprzedzili go jedynie Szwajcar Andri Ragettli i Ben Barclay z Nowej Zelandii.
W 2021 roku wywalczył srebrny medal w Big Air na mistrzostwach świata w Aspen. W zawodach tych rozdzielił Szweda Oliwera Magnussona i Kima Gubsera ze Szwajcarii. Na rozgrywanych rok później igrzyskach olimpijskich w  Pekinie zajął trzynaste miejsce w Big Air i slopestyle'u.

## Osiągnięcia

### Igrzyska olimpijskie
| Miejsce | Dzień     | Rok  | Miejscowość | Konkurencja | Zwycięzca      |
| ------- | --------- | ---- | ----------- | ----------- | -------------- |
| 13.     | 9 lutego  | 2022 | Pekin       | Big air     | Birk Ruud      |
| 13.     | 16 lutego | 2022 | Pekin       | Slopestyle  | Alexander Hall |

### Mistrzostwa świata
| Miejsce | Dzień    | Rok  | Miejscowość | Konkurencja | Zwycięzca        |
| ------- | -------- | ---- | ----------- | ----------- | ---------------- |
| 32.     | 13 marca | 2021 | Aspen       | Slopestyle  | Andri Ragettli   |
| 2.      | 16 marca | 2021 | Aspen       | Bir Air     | Oliwer Magnusson |

### Puchar Świata

#### Miejsca w klasyfikacji generalnej
- sezon 2018/2019: 47.
- sezon 2019/2020: 24.

Od sezonu 2020/2021 klasyfikacja generalna została zastąpiona przez klasyfikację Park & Pipe (OPP), łączącą slopestyle, halfpipe oraz big air. 
- sezon 2020/2021: 28.
- sezon 2021/2022: 23.

#### Miejsca na podium w zawodach
1. Font-Romeu – 16 stycznia 2022 (slopestyle) – 3. miejsce